# Banjar Talela
Banjar Talela is een bestuurslaag in het regentschap Sampang van de provincie Oost-Java, Indonesië. Banjar Talela telt 5144 inwoners (volkstelling 2010).